# Улица Петра Романова
Улица Петра́ Рома́нова расположена в Юго-Восточном административном округе города Москвы на территории Южнопортового района.

## История
В 1930-е годы первоначально возникшая улица называлась Новопроектируемым проездом. С 1955 по 1965 годы улица носила название 8-я Кожуховская улица.
В 1965 году переименована в честь П. И. Романова — лётчика, Героя Советского Союза, погибшего под Берлином. Улица была переименована по ходатайству рабочих 1-го подшипникового завода, где он работал слесарем, в связи с 20-летием победы советского народа над фашистской Германией. Название улицы утверждено 5 апреля того же года.

## Расположение
Улица начинается от 7-й Кожуховской улицы и идёт параллельно Южнопортовой улице на юго-восток. По ходу движения пересекает 6-ю и 5-ю улицы. Нумерация домов — от 7-й Кожуховской улицы.

## Примечательные здания и сооружения

### по нечётной стороне
- Дом 7, стр. 1 — Федерация профессионального бокса России; Научно-Исследовательский Технологический институт Угольного Машиностроения ФГУП, Центральный научно-исследовательский институт подземного машиностроения. По состоянию на 2022 год институты ликвидированы, на их месте открыт хостел.
- Дом 7, стр. 2 — Московский экономико-финансовый институт. По состоянию на 2022 год институты ликвидированы, на их месте открыта гостиница.

### по чётной стороне
- Дом 2 — психоневрологический диспансер № 10. В доме по этому адресу установлена мемориальная доска[4].
- Дом 6 — библиотека № 121.
- Дом 12/36 — БИБКОМ — центральный коллектор научной литературы.
- Дом 16 — бывшая школа № 490 имени Героя Советского Союза Романова П. И., присоединена к школе № 1804, которая в свою очередь переименована в ГБОУ СОШ № 2056[5], в здании учатся младшие классы.
- Дом 16, стр. 1 — Фонд Социального Страхования РФ.

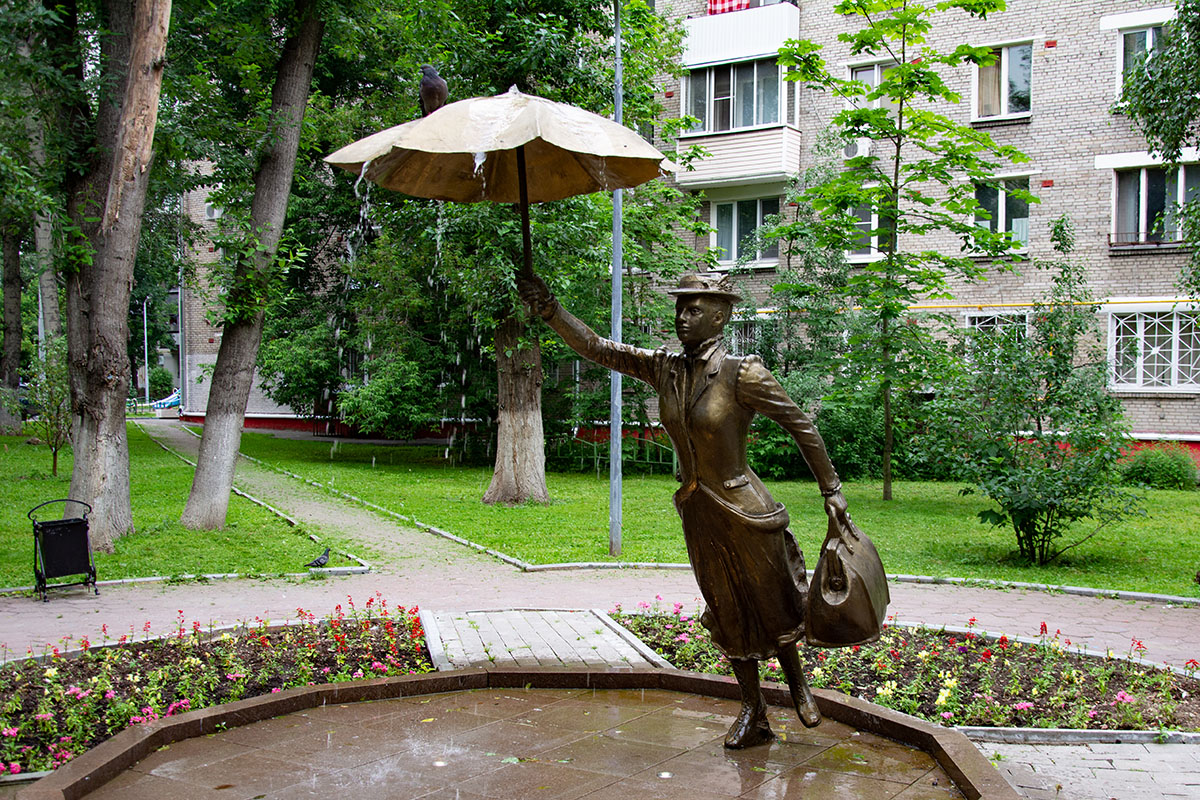
Фонтан в сквере на улице Петра Романова (2019 г.)

- Дом 20 — Бинбанк.

## Скверы
В 2019 году на улице Петра Романова рядом с библиотекой № 121 (дом № 6) открылся городской сквер с фонтаном, который украшает фигура Мэри Поппинс — персонажа повести Памелы Трэверс «Мэри Поппинс». Сквер был обустроен по программе мэра Москвы Сергея Собянина «Мой район».